# Retorn a Cross Creek
Retorn a Cross Creek (títol original: Cross Creek) és una pel·lícula estatunidenca dirigida per Martin Ritt, estrenada l'any 1983. Ha estat doblada al català.

## Argument
Biografia de l'escriptora Marjorie Kinnan Rawlings: Anys 20. Després de deu anys com a reportera frustrada i escriptora fracassada, Marjorie Kinnan Rawlings, una noia de ciutat, decideix traslladar-se a Florida. Mal equipada per a un clima subtropical extrem i, menys encara, per a l'escassa hospitalitat dels seus veïns, Marjorie posarà tot el seu afany a convertir-se en escriptora.

## Repartiment
- Mary Steenburgen : Marjorie Kinnan Rawlings
- Rip Torn : Marsh Turner
- Peter Coyote : Norton Baskin
- Dana Hill : Ellie Turner
- Alfre Woodard : Geechee
- Joanna Miles : Mrs. Turner
- Ike Eisenmann : Paul
- Cary Guffey : Floyd Turner
- Jay O. Sanders : Charles Rawlings
- John Hammond : Tim
- Malcolm McDowell : Max Perkins

## Nominacions
- Oscar al millor actor secundari per Rip Torn
- Oscar a la millor actriu secundària per Alfre Woodard
- Oscar al millor vestuari per Joe I. Tompkins
- Oscar a la millor banda sonora per Leonard Rosenman
- Palma d'Or al Festival de Canes per	Martin Ritt